# Asbach (Laberweinting)
Asbach ist ein Gemeindeteil von Laberweinting im niederbayerischen Landkreis Straubing-Bogen.

## Lage
Das Kirchdorf Asbach liegt etwa acht Kilometer südlich von Laberweinting am gleichnamigen Bach auf der Gemarkung Oberellenbach, acht Kilometer östlich von Mallersdorf und sechs Kilometer nordöstlich von Bayerbach.

## Geschichte
Im Visitationsprotokoll des Bistums Regensburg aus dem Jahre 1526 wird als Filiale von Hofkirchen Khirchaschpach genannt. Auf den Landtafeln des Philipp Apian aus dem Jahr 1568 ist eine Ortschaft Kirchasch verzeichnet. In dem Synodalbericht des Erzdechanten Gedeon Forster aus dem Jahr 1665 wird die Ortschaft Kürchaspach genannt. Der Ortsname leitet sich ab von Asch, was so viel wie Espe oder Aspe heißt. Asbach bedeutet also der Ort am Bach mit den Aspen.
Bis 31. Dezember 1969 bestand die Gemeinde Asbach im Landkreis Mallersdorf. Zum etwa 1361 Hektar großen Gemeindegebiet von Asbach gehörten die Gemeindeteile Asbach, Eckenthal, Furth, Ginhart, Hakirchen, Heinzleck, Leitersdorf und Rauheck. Bei der Auflösung der Gemeinde Asbach kamen die Gemeindeteile Asbach, Eckenthal, Hakirchen und Leitersdorf zur Gemeinde Hofkirchen. Furth, Ginhart, Heinzleck und Rauheck kamen zur Gemeinde Süßkofen, die zum 1. Juli 1972 im Zuge der Auflösung des Landkreises Mallersdorf in den Landkreis Dingolfing-Landau umgegliedert und zum 1. Mai 1978 nach Mengkofen eingemeindet wurde. Der letzte Bürgermeister von Asbach war Alfons Stadler († 7. November 1989), Leitersdorf.
Am 1. Mai 1978 kam das Pfarrdorf Asbach im Zuge der Eingemeindung von Hofkirchen zur Gemeinde Laberweinting.

## Persönlichkeiten
- Willi Haselbeck, fünffacher Deutscher Sandbahnmeister im Seitenwagenrennen mit Sepp Scherzberger. (* 24. Juni 1929 in Wörth a.d.Isar; † 11. August 2015 in Deggendorf)

## Sehenswürdigkeiten
- Filialkirche St. Johannes der Täufer, Kirchenneubau von Maurermeister Dendl aus Postau, 1874.
- Liste der Baudenkmäler in Asbach und den anderen Bachorten

## Bilder von Asbach

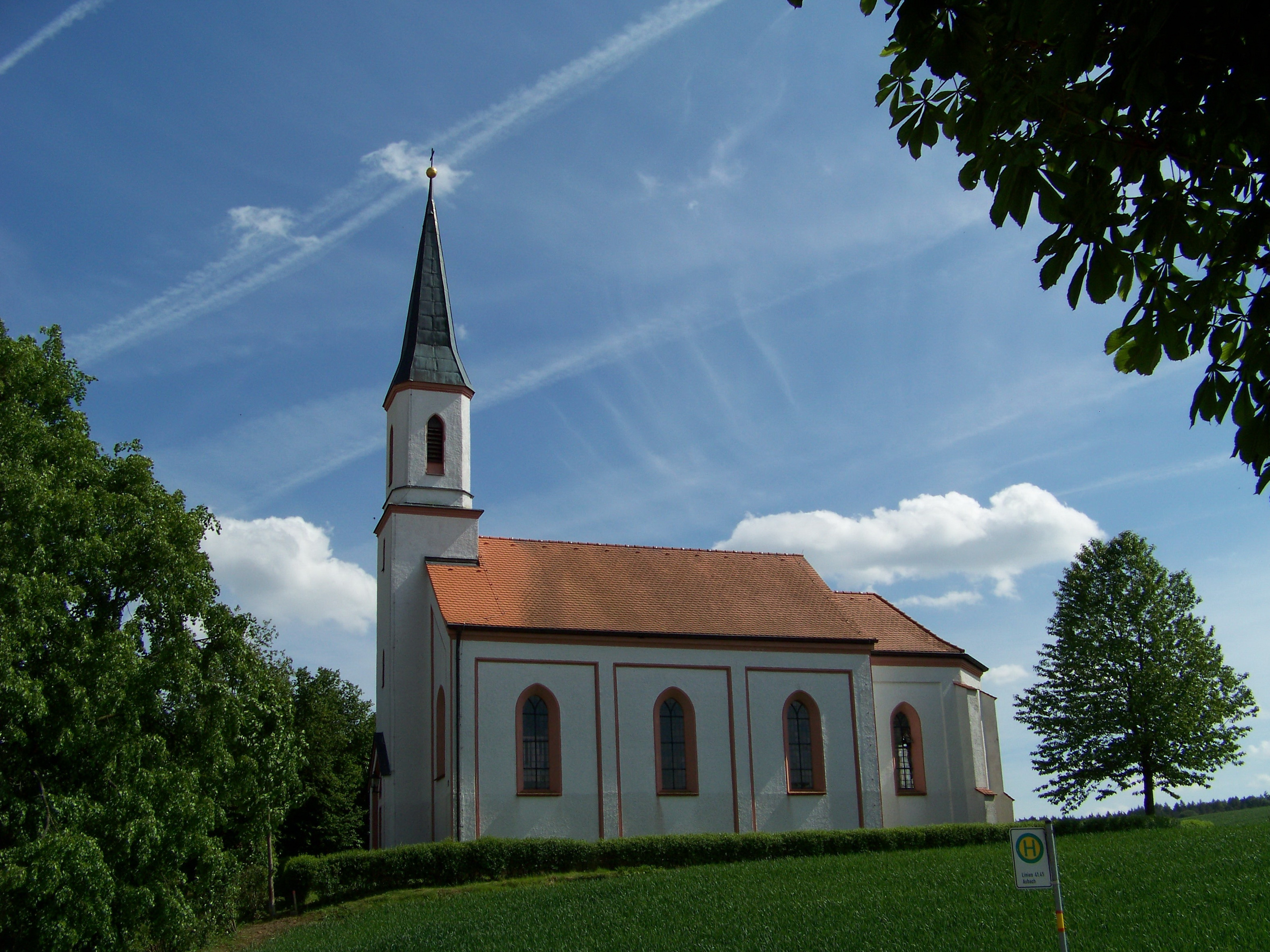
Filialkirche St. Johannes d. Täufer
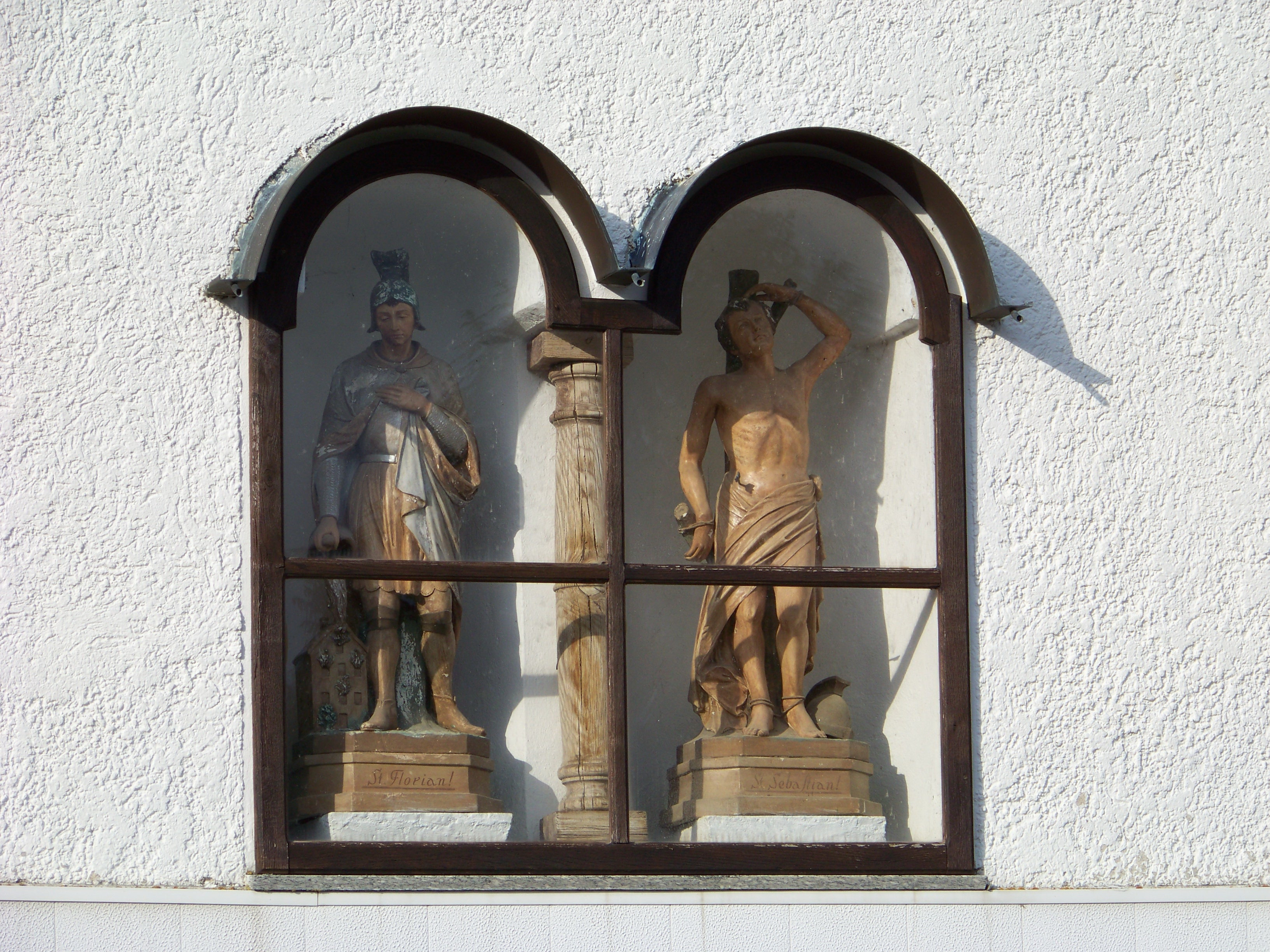
Figuren St. Florian u. St. Sebastian
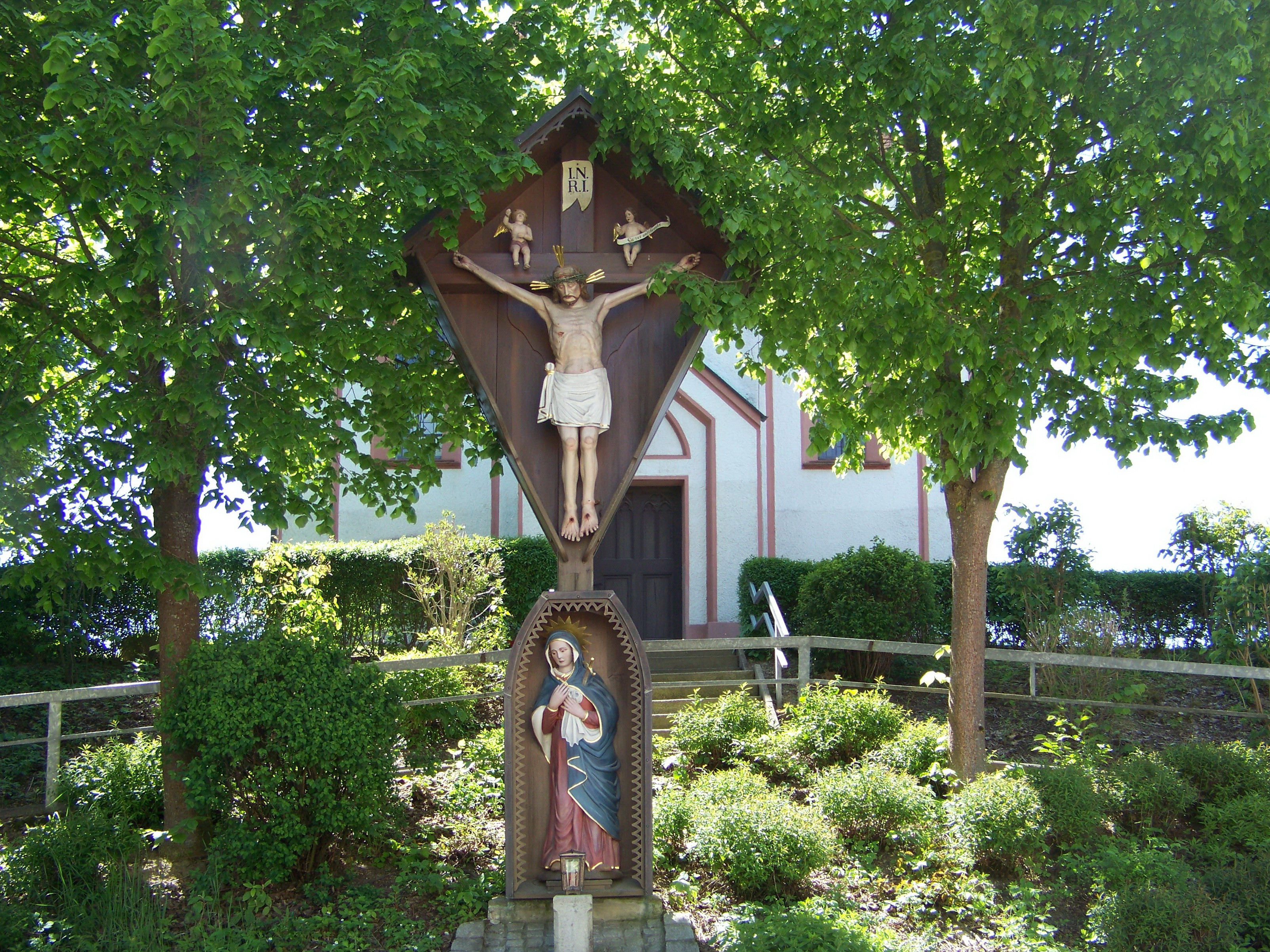
Dorfkreuz mit Mater Dolorosa
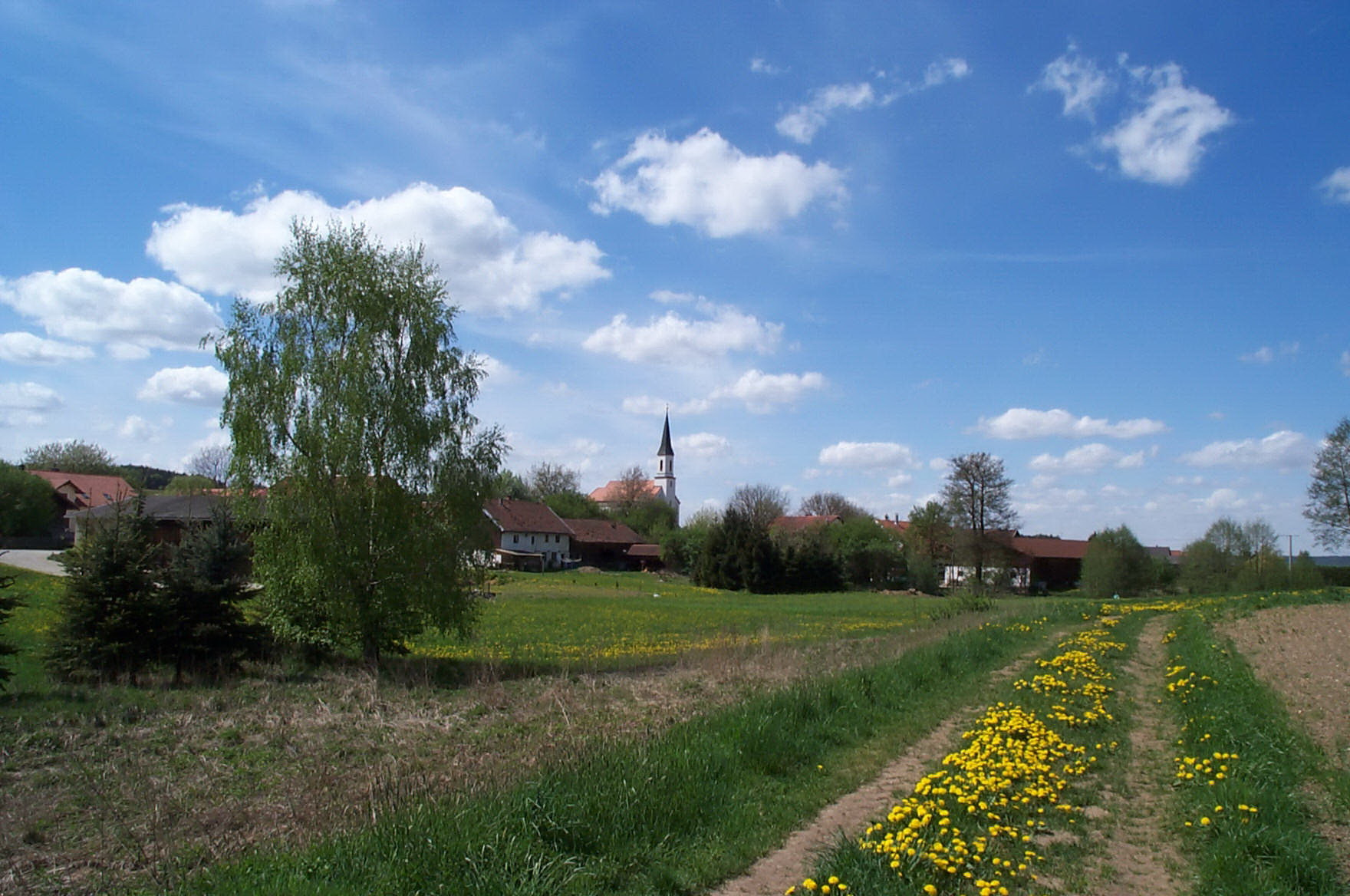
Am Ufer des Asbach